# Невзгодов Андрій Іванович
Невзго́дов Андрі́й Іва́нович (нар. 1919 — 19 жовтня 1943) — учасник Другої світової війни, командир роти, молодший лейтенант, Герой Радянського Союзу (1944).

## Біографія
Народився у 1919 році в селі Новомиколаївське Врадіївського района Миколаївської області. Росіянин.
Проживав у місті Міньяр. З 1931 року — у місті Златоуст. Після закінчення школи і педагогічних курсів у 1936 році вчителював у школі № 8. У 1940 році закінчив Челябінський педагогічний інститут.
До Червоної Армії призваний у серпні 1941 році Златоустівським РВК Челябінської області. Учасник німецько-радянської війни з листопада 1941 року. Воював на Південно-Західному фронті. У 1942 році закінчив курси молодших лейтенантів.
Командир роти 1310-го стрілецького полку 19-ї стрілецької дивізії 7-ї гвардійської армії Степового фронту молодший лейтенант А. І. Невзгодов особливо відзначився в боях на підступах до Дніпра. 5 жовтня 1943 року німецька піхота при підтримці танків відрізала роту молодшого лейтенанта А. І. Невзгодова від основних сил дивізії. Протягом трьох діб бійці підрозділу Невзгодова відбивали атаки ворога, а потім рішучою контратакою прорвали кільце оточення і з'єднались з основними силами полку, вивівши з собою особовий склад, матеріальну частину і поранених. За цей час було знищено 11 вогневих точок ворога, близько 80 солдатів і офіцерів, підбито 1 бронемашину і 3 автомашини супротивника.
Загинув у бою 19 жовтня 1943 року. Похований в селі Бородаївка Верхньодніпровського району Дніпропетровської області.

## Нагороди
Указом Президії Верховної Ради СРСР від 24 січня 1944 року молодшому лейтенанту Невзгодову Андрію Івановичу присвоєне звання Героя Радянського Союзу з врученням ордена Леніна і медалі «Золота Зірка».
Також нагороджений орденом Червоної Зірки (26.09.1943).

## Пам'ять
У селищі міського типу Врадіївка Миколаївської області встановлено погруддя Героя.
Школа № 8 міста Златоуст, у якій працював А. І. Невзгодов, носить його ім'я.